# 波長分散型X線分析
波長分散型X線分析 (はちょうぶんさんがたエックスせんぶんせき、Wavelength-dispersive X-ray spectroscopy、WDXS or WDS）は、広義の意味として、電子線やX線などの一次線を物体に照射した際に発生する特性X線もしくは蛍光X線を分光結晶を介して検出器にて検出し、その波長分布から、物体を構成する元素と濃度を調べる元素分析手法である。一般的に、電子線を一次線として用いた場合を指すことが多く、X線を一次線として用いる場合を波長分散型蛍光X線分析 (WD-XRF) として呼ぶ。ちなみに、一次線が荷電粒子の場合は、粒子線励起X線分析法 (PIXE: Particle Induced X-ray Emission) と呼ぶ。
この分析法は、エネルギー分解能が高く、検出感度が高いので、精密な分析に有効である。しかしながら、WDSは分光結晶の角度を変えながら測定するのでに時間がかかり、複数元素の同時分析ができず、大きなプローブ電流が必要である。高精度かつ全元素を分析を行いたい場合に、エネルギー分散型X線分析(EDS)とWDSを併用して用いる場合がある。

## 分析機器
波長分散型X線分析を用いた機器は、WDS (Wavelength Dispersive x-ray Spectroscopy) またはWDX (Wavelength Dispersive X-ray spectroscopy) と略される。機器は、検出器システム・解析システム（PCやソフトウェア）で構成される。

## 主な機器メーカー（検出器・解析ソフトウェア）
- オックスフォード・インストゥルメンツ
- 日本電子
- 島津製作所
- 堀場製作所
- Bruker（ブルカー）
- EDAX（エダックス）
- サーモフィッシャー・サイエンティフィック